# Замойское воеводство
Замойское воеводство (пол. województwo zamojskie) — существовавшее в Польше в период 1975—1998 годов как основные единицы административного деления страны. 
Одно из 49 воеводств Польши, которые были упразднены в итоге административной реформы 1998 года. Занимало площадь 6980 км². В 1998 году насчитывало 489 300 жителей. Столицей воеводства являлся город Замосць.
В 1999 году территория воеводства отошла к Люблинскому воеводству.

## Города
Города Замойского воеводства по числу жителей (по состоянию на 31 декабря 1998 года):
1. Замосць (68 575)
2. Билгорай (26 716)
3. Томашув-Любельский (21 265)
4. Грубешов (20 459)
5. Щебжешин (5598)
6. Звежинец (3607)
7. Тарногруд (3483)
8. Краснобруд (2966)
9. Юзефув (2691)
10. Фрамполь (1537)

## Население
| Год       | 1975    | 1980    | 1985    | 1990    | 1995    | 1998    |
| Население | 471 800 | 472 100 | 487 900 | 490 400 | 492 800 | 489 300 |